# Vratsa (obchtina)
Pour les articles homonymes, voir Vratsa (homonymie).
Vratsa (bulgare : Враца) est une obchtina de l'oblast de Vratsa en Bulgarie.